# جيمس هولدن
جيمس هولدن (بالإنجليزية: James Holden)‏ هو دي جيه بريطاني، ولد في 7 يونيو 1979 في إكزتر في المملكة المتحدة.

## وصلات خارجية
- الموقع الرسمي
- جيمس هولدن على موقع ميتاكريتيك (الإنجليزية)
- جيمس هولدن على موقع ميوزك برينز (الإنجليزية)
- جيمس هولدن على موقع أول ميوزيك (الإنجليزية)
- جيمس هولدن على موقع ديسكوغز (الإنجليزية)